# 鈴木慶子 (教育学者)
鈴木 慶子（すずき けいこ、1961年-）は、日本の教育学研究者。長崎大学教育学部教授、書育推進協議会専務理事、事務局長。同協議会には立ち上げ時から役員として関わる。「手書き」で書く事の意義を再考し、「書育」に関わる活動などを実施している。。

## 人物・略歴
- 1985年：千葉大学教育学部卒業
- 1987年：千葉大学教育学研究科国語教育修士課程修了
- 1994年：長崎大学教育学部講師
- 1997年：長崎大学教育学部助教授
- 1997年：大東文化大学書道研究所研究員（～2002年03月）
- 2001年：メディア教育開発センター研究員（～2002年03月）
- 2007年：長崎大学教育学部准教授
- 2008年：長崎大学教育学部教授
- 2010年：書育推進協議会専務理事・事務局長就任

## 受賞
- 「第1回全国大学書写書道教育学会賞」（1998年）

## 著作
- 『1日10分で積み上げる「書く力」育成ワークシート中学校編』（共著、明治図書。2014年03月）